# Stan Haag

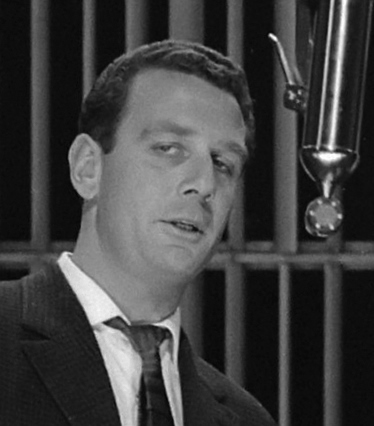
Stan Haag (1959)

Jacob Pieter Constantijn (Stan) Haag (Amsterdam, 16 juli 1920 –  Hasselt (België), 1 december 2001) was een Nederlands programmamaker, radiopresentator/diskjockey en liedjesschrijver.

## Leven en werk
Haag was een zoon van de schrijver Adam Haag. Na een studie aan het Goois Muzieklyceum werkte hij onder meer als sportjournalist, voetballer bij PSV en Feyenoord en als gitarist en zanger in verschillende orkesten.
Hij begon zijn radiocarrière bij de AVRO. In 1960 maakte hij de overstap naar Radio Luxembourg. Acht jaar later kwam hij terecht bij de zeezender Veronica waar hij bekend werd met het verzoekplatenprogramma Jukebox. Op 31 augustus 1974 verdween Radio Veronica uit de ether, waarna Stan Haag met zijn programma's vertrok naar Radio Mi Amigo. In 1978 keerde hij definitief de radiopiraterij de rug toe. Hij verhuisde naar Diepenbeek in Belgisch Limburg en presenteerde Jukebox op verschillende lokale stations. Ook draaide hij in de jaren tachtig voor de zeezender Radio Monique. 
Minstens zo belangrijk was Haags carrière als schrijver van liedteksten. Vanaf 1939 produceerde hij er honderden, meer dan 60 zijn als bladmuziek gepubliceerd. Het betreft vooral vertalingen van Amerikaanse hits voor o.a. Eddy Christiani, Willy Alberti, Willeke Alberti, Rob de Nijs en The Fouryo's, maar ook oorspronkelijk Nederlandse liedjes voor Max van Praag en Annie de Reuver.
Zijn bekendste hits zijn Ik sta op wacht (Joop de Knegt - 1957 en Bobbejaan Schoepen - 1957), geschreven samen met Jacques Schutte en André de Raaff en Soerabaja (Anneke Grönloh - 1963), een oorspronkelijk Duits lied van Christian Bruhn (muziek) en Rudolf Loose (tekst).
Twee andere voorbeelden van zijn tekstschrijverschap zijn Geen woorden, maar daden/Bij ons in Holland, in 1958 op de plaat gezet door voetballer Abe Lenstra.
Bij zijn overlijden werd Stan Haag een radio-legende genoemd door Limburg Radio.